# 12×5
『12×5』（トゥエルブ・バイ・ファイヴ）は、ローリング・ストーンズのアメリカにおけるセカンド・アルバム。

## 解説
ヒット作となったデビュー・アルバムに引き続き、その内容の多くはR&Bのカヴァーであったが、ナンカー・フェルジ名義でのミック・ジャガーとキース・リチャーズ共作の3曲が含まれている。
1964年6月にイリノイ州シカゴで行われたチェス・スタジオでのセッションの後、イギリスでの配給元であるデッカ・レコードは5曲入りのEP、『ファイヴ・バイ・ファイヴ』を発売した。しかしながらEPはアメリカでは一般的ではなかったため、ロンドン・レコードは7曲を加えてアルバムとして発売することとなった。アルバムタイトルの『12×5』は、「12曲を5人で演奏した」という意味である。デッカ・レコードは本作の写真を使用し、1965年始めに『ザ・ローリング・ストーンズ No.2』を発売している。
『12×5』はファースト・アルバムよりも短期間でヒットし、チャート3位に到達、ゴールド・アルバムとなった。
2002年8月に本作はアブコ・レコードよりリマスターされた上で、SACDとのハイブリッドCDとしてデジパック仕様で再発された。2006年3月16日に紙ジャケットで再発売された。

## 収録曲
- A面

1. アラウンド・アンド・アラウンド - Around And Around (Chuck Berry) 3:03
2. コンフェッシン・ザ・ブルース - Confessin' The Blues (Jay McShann/Walter Brown) 2:47
3. エンプティー・ハート - Empty Heart (Nanker Phelge) 2:37
4. タイム・イズ・オン・マイ・サイド - Time Is On My Side (Norman Meade) 2:53
  - オルガン・イントロ・ヴァージョン
5. グッド・タイムズ、バッド・タイムズ - Good Times, Bad Times (Mick Jagger/Keith Richards) 2:30
6. イッツ・オール・オーヴァー・ナウ - It's All Over Now (Bobby Womack/Shirley Jean Womack) 3:26

- B面

1. 南ミシガン通り2120 - 2120 South Michigan Avenue (Nanker Phelge) 2:08（オリジナルLP） / 3:38（現行CD）
  - ロング・ヴァージョンは2002年のリマスターで初収録されたが、以前はブートレグでしか聞かれなかった。
2. なぎさのボードウォーク - Under The Boardwalk (Arthur Resnick/Kenny Young) 2:46
3. コングラチュレーション - Congratulations (Mick Jagger/Keith Richards) 2:29
4. グロウン・アップ・ロング - Grown Up Wrong (Mick Jagger/Keith Richards) 2:05
5. イフ・ユー・ニード・ミー - If You Need Me (Robert Bateman/Wilson Pickett) 2:04
6. スージーQ - Susie Q (Eleanor Broadwater/Stan Lewis/Dale Hawkins) 1:50